# Абдоміналізація серця
Абдоміналізація серця (іст.; синонім абдоміноперикардіоостомія) — хірургічна операція накладання спільного «устя» між порожниною перикарду і  черевною порожниною при хронічній коронарній недостатності.

Оментокардіопексія, як конкретний варіант А. при якій підшивають сальник черевної порожнини до лівого шлуночку серця при хронічній коронарній недостатності з метою реваскуляризації міокарду.